# Sipho atabey
Sipho atabey är en insektsart som beskrevs av Otte, D. och Perez-gelabert 2009. Sipho atabey ingår i släktet Sipho och familjen syrsor. Inga underarter finns listade i Catalogue of Life.